# اوتسمانیتسه
اوتسمانیتسه (به چکی: Ocmanice) یک منطقهٔ مسکونی در جمهوری چک است که در منطقه تربیچ واقع شده‌است.
 اوتسمانیتسه ۷٫۰۵ کیلومتر مربع مساحت و ۳۱۸ نفر جمعیت دارد و ۴۱۰ متر بالاتر از سطح دریا واقع شده‌است.